# 신시컴퍼니
신시컴퍼니는 2000년에 설립한 뮤지컬, 연극 제작사이다.
대한민국 3대 뮤지컬 기획사이다.

## 대표작
맘마미아, 아이다, 시카고, 빌리 엘리어트, 렌트 등